# Prostanthera howelliae
Prostanthera howelliae — вид цветковых растений рода Prostanthera семейства Яснотковые. Распространен в Квинсленде и Новом Южном Уэльсе. Впервые описан в 1929 году австралийским ботаником Уильямом Блэкли.

## Распространение
Вид распространен в Юго-восточной части Австралии. Встречается в восточной части Нового Южного Уэльса на Юго-востоке Квинсленда.

## Описание
Prostanthera howelliae представляет собой кустарник высотой 0,3—1,5 м, его ветви густо покрыты короткими волосками. Листья узкие, имеют яйцевидную форму. Длина листа 2,5—10 мм, ширина 0,5—1,5 мм, края загнуты вниз. 
- Prostanthera howelliae в национальном парке Уошпул
- Prostanthera howelliae в ботаническом саду Канберры